# Internazionali Femminili di Palermo 2022
Gli Internazionali Femminili di Palermo 2022, conosciuti anche come Palermo Ladies Open, sono un torneo femminile di tennis giocato sulla terra rossa. È la 30ª edizione del torneo, che fa parte della categoria WTA 250 nell'ambito del WTA Tour 2022. Si svolgono al Country Time Club di Palermo in Italia, dal 17 al 23 luglio 2022.

## Partecipanti

### Teste di serie
| Nazionalità | Giocatrice          | Ranking* | Testa di serie |
| ----------- | ------------------- | -------- | -------------- |
| Italia      | Martina Trevisan    | 26       | 1              |
| Kazakistan  | Julija Putinceva    | 32       | 2              |
| Cina        | Zhang Shuai         | 37       | 3              |
| Spagna      | Sara Sorribes Tormo | 43       | 4              |
| Francia     | Caroline Garcia     | 48       | 5              |
| Romania     | Irina-Camelia Begu  | 49       | 6              |
| Ungheria    | Anna Bondár         | 53       | 7              |
| Spagna      | Nuria Párrizas Díaz | 54       | 8              |

* Ranking all'11 luglio 2022.

### Altre partecipanti
Le seguenti giocatrici hanno ricevuto una wild card per il tabellone principale:
- Elisabetta Cocciaretto
- Sara Errani
- Lucrezia Stefanini

Le seguenti giocatrici entrano nel tabellone principale usando il ranking protetto:
- Laura Siegemund

Le seguenti giocatrici sono passate dalle qualificazioni:

- Elina Avanesjan
- Marina Bassols Ribera
- Léolia Jeanjean
- Rebeka Masarova
- Asia Muhammad
- Matilde Paoletti

Le seguenti giocatrici sono entrate nel tabellone principale come lucky loser:
- Carolina Alves
- Jaimee Fourlis
- Julia Grabher

### Ritiri
Prima del torneo
- Kaja Juvan → sostituita da  Panna Udvardy
- Martina Trevisan → sostituita da  Carolina Alves
- Danka Kovinić → sostituita da  Ylena In-Albon
- Petra Martić → sostituita da  Jaimee Fourlis
- Arantxa Rus → sostituita da  Ana Bogdan
- Laura Siegemund → sostituita da  Julia Grabher
- Ajla Tomljanović → sostituita da  Chloé Paquet

## Partecipanti al doppio

### Teste di serie
| Nazione     | Giocatrice     | Nazione     | Giocatrice           | Rank* | Teste di serie |
| ----------- | -------------- | ----------- | -------------------- | ----- | -------------- |
| Cile        | Alexa Guarachi | Stati Uniti | Asia Muhammad        | 67    | 2              |
| Kazakistan  | Anna Danilina  | Georgia     | Oksana Kalašnikova   | 103   | 2              |
| Ungheria    | Anna Bondár    | Belgio      | Kimberley Zimmermann | 119   | 3              |
| Stati Uniti | Ingrid Neel    | Rep. Ceca   | Renata Voráčová      | 207   | 4              |

* Ranking all'11 luglio 2022.

### Altre partecipanti
Le seguenti coppie di giocatrici hanno ricevuto una wild card per il tabellone principale:
- Elisabetta Cocciaretto /  Camilla Rosatello
- Lisa Pigato /  Lucrezia Stefanini

La seguente coppia è entrata nel tabellone principale usando il ranking protetto:
- Anastasia Dețiuc /  Paula Kania-Choduń

La seguente coppia è subentrata nel tabellone principale come alternate:
- Jaimee Fourlis /  Gabriela Lee

### Ritiri
Prima del torneo
- Natela Dzalamidze /  Kaja Juvan → sostituite da  Natela Dzalamidze /  Anastasija Tichonova
- Ekaterine Gorgodze /  Oksana Kalašnikova → sostituite da  Anna Danilina /  Oksana Kalašnikova
- Laura Siegemund /  Zhang Shuai → sostituite da  Wang Xiyu /  Zhang Shuai
- Elisabetta Cocciaretto /  Camilla Rosatello → sostituite da  Jaimee Fourlis /  Gabriela Lee

## Punti
| Evento    | V   | F   | SF  | QF | 2T | 1T   | Q    | Q2   | Q1   |
| Singolare | 250 | 180 | 110 | 60 | 30 | 1    | 18   | 12   | 1    |
| Doppio    | 250 | 180 | 110 | 60 | 1  | N.D. | N.D. | N.D. | N.D. |

## Montepremi
| Evento    | V        | F        | SF      | QF      | 2T      | 1T      | Q2      | Q1      |
| Singolare | € 26.770 | € 15.922 | € 8.870 | € 5.000 | € 3.065 | € 2.200 | € 1.613 | € 1.047 |
| Doppio    | € 9.680  | € 5.400  | € 3.185 | € 1.895 | € 1.450 | N.D.    | N.D.    | N.D.    |

*per team

## Campionesse

### Singolare
Irina-Camelia Begu ha sconfitto in finale  Lucia Bronzetti con il punteggio di 6-2, 6-2.
- È il primo titolo stagionale per la Begu, il sesto della carriera dopo oltre due anni.

### Doppio
Anna Bondár /  Kimberley Zimmermann hanno sconfitto in finale  Amina Anšba /  Panna Udvardy con il punteggio di 6-3, 6-2.